# ロードアイランド・スクール・オブ・デザイン
ロードアイランド・スクール・オブ・デザイン（英語: Rhode Island School of Design, RISD, “リズディ”）は、アメリカ合衆国ロードアイランド州プロビデンスの美術大学。各種ランキングでアメリカ最高の美大として位置づけられている。
1877年、カレッジヒルに創立される。RISDのキャンパスに隣接して、アイビーリーグの一つ、ブラウン大学がある。両大学は社会的、学術的、地域的リソースを共有しており、共同コースも提供している。RISDは受験者にデッサンを2枚提出する「ホームテスト」を課すことで有名であり、そのうち1枚はRISDのトレードマークである自転車のデッサンである。
約350名の教員・学芸員と400名の職員がいる。1,880名の学部生と370名の大学院生が所属しており、全米各地と世界50の国から学生が集まっている。学部レベルで16の専攻、大学院レベルで17の専攻を提供している。RISDは全米美術大学協会（AICAD, アメリカ国内のトップ美大36校が加盟するコンソーシアム）のメンバーである。付設のRISD美術館では80,000点以上の美術作品を所蔵している。

## 歴史
1877年創立。19世紀末に向けてのアメリカ合衆国での万国博覧会ブームは、美術学校、美術館設立の機運を大きく高めたが、シカゴ美術館やボストン美術館などと同様、その流れのなかで設立されている。いずれの機関も美術館と美術学校の一体的な設立・運営を特徴とする(20世紀に入ると学校認可のハードルが次第に高くなるため、この方式は難しくなる)。RISDの創立にさいしては、バニスター(Edward Bannister)やウィテカー(George Whitaker)などのプロビデンス在住の画家・愛好家から人的・物的な支援を多く受けている。とくにプロビデンス・アート・クラブ(1880年設立のアメリカ合衆国で「2番目に古い美術サークル」とされている)とは、互いの草創期の歴史を多く共有している。創立時はテキスタイル（織物）の学校として始まり、女生徒が創立時よりその発展を担っていた。20世紀に入り、ホーマー(Eleazer Bartlett Homer)学長のもと規模を拡大し、今日の隆盛の基礎が出来あがる。 学生数は約2,300人。19種類の専攻分野がある。

## キャンパス
RISDのキャンパス 地図 は塀の中ではなく、学校の建物と街とが調和するユニークなキャンパスである。この『キャンパス』内には寮、食堂、教室、購買部等以外にも、美術館、図書館 や自然のオブジェや生き物を描写できる Nature LAB がある。アイビーリーグの一つブラウン大学とは隣接し、クラブやイベントを通しての交流も深く、追加授業料なしでお互い受講できるクラスも多い。

## 特徴
アメリカ合衆国の美術大学の中では受験倍率がもっとも高い大学の一つであり「美大のハーバード」と呼ばれる。　4年制学部（BFA:Bachelor of Fine Arts)は絵画・版画（プリントメーキング）・写真・イラストレーション・映像及びアニメーション・彫刻・[ガラス]・陶芸・金工（ジュエリー）・ファニチャー・服飾・テキスタイル（織物及びプリント等）・建築（5年制-professional degree-BARCH）・インテリア・インダストリアルデザイン・グラフィックデザインと多様である。学院（MFA,MARCH,MLA,MID)は服飾を除く学部の分類と同様の課目があり、これに加え ランドスケープアーキテクチュア・デジタルメディア、そして美術教職がある。多くの課目はファインアート、デザイン、工芸・民芸（アーツ　アンド　クラフト）の交差が見られる。
大学院は、U.S.　News & World ReportなどのMFAランキング で、シカゴ美術館附属美術大学、イェール大学などと例年一位を競い合っている。また2016年 /　QS World University Rankings の Art & Design 部門 では世界3位にランクされた。また /BUSINESS INSIDER誌の世界デザインスクールランキング２５ では1位にランクされている。
美術専門の大学でありながら、一般教養科目にも力を入れているのも草創期からの伝統である。また、大学の美術館はボストン美術館同様に厖大な日本美術の逸品コレクションを誇り、歌川国芳の浮世絵等も多数有している（19世紀末にロードアイランド州ニューポート、マサチューセッツ州ボストン等ニューイングランド地方の大富豪たちが競って浮世絵や日本画を蒐集し、子孫が寄付したため）。

## 学科一覧
- アパレルデザイン：学士
- 建築：学士、修士
- 陶：学士、修士
- デジタル＋メディア：修士
- フィルム／アニメーション／ビデオ：学士
- ファニチャーデザイン：学士、修士
- ガラス：学士、修士
- グラフィックデザイン：学士、修士
- イラストレーション：学士
- インダストリアルデザイン：学士、修士
- インテリア建築：修士
- インテリア建築学科：インテリア研究の学位：アダプティブリユース：学士、修士
- ジュエリー／金属：学士、修士
- ランドスケープ学科：修士
- 絵画：学士、修士
- 写真：学士、修士
- 版画：学士、修士
- 彫刻：学士、修士
- 美術・デザイン教育：修士
- テキスタイル：学士、修士

## コンセントレーション
RISDのコンセントレーションは学位を授与しない特定テーマ研究プログラムである。他の学校における「副専攻（マイナー）」のような扱いであり、選択した分野での科目を履修することが求められる。
- 歴史、哲学、社会科学
- 英語学
- 美術史
- リベラルアーツ [7]

## 歴代学長
| ロザンヌ・ソマーソン         | 2015–現在                |
| ジョン・マエダ               | 2008–2013                |
| E. Roger Mandle              | 1993–2008                |
| Louis A. Fazzano             | 1992–1993（臨時学長）    |
| Thomas F. Schutte            | 1983–1992                |
| Lee Hall                     | 1976–1983                |
| Talbot Rantoul               | 1969–1976                |
| Donald M. Lay, Jr.           | 1968–1969（臨時学長）    |
| Albert Bush-Brown            | 1962–1968                |
| John R. Frazier              | 1955–1962                |
| Max W. Sullivan              | 1947–1955                |
| Helen Metcalf Danforth       | 1931–1947                |
| Eliza Greene Metcalf Radeke  | 1913–1931                |
| Isaac Comstock Bates         | 1907–1913                |
| William Carey Poland         | 1896–1907                |
| Herbert Warren Ladd          | 1891–1896                |
| Alfred Henry Littlefield     | June 11–27, 1890（辞職） |
| Royal Chapin Taft            | 1888–1890                |
| Claudius Buchanan Farnsworth | 1877–1888                |

## 著名な卒業生

### マルチメディア、ミクストメディア、インスタレーション
- ジェニー・ホルツァー：アーティスト

### ファッション
- 芦田多恵：ファッションデザイナー
- ニコル・ミラー：ファッションデザイナー
- ジル・スチュアート：ファッションデザイナー

### 映像・テレビ
- マーサ・クーリッジ：女優
- ジェームズ・フランコ
- メアリー・ランバート：映画監督
- セス・マクファーレン：アニメーター
- マーティン・マル
- ロバート・リチャードソン
- ガス・ヴァン・サント：映画監督

### ファニチャーデザイン
- 綱島シャルル：家具等のインダストリアルデザイナー

### ガラス
- デイル・チフーリ：ガラス工芸家

### グラフィックデザイン
- カール・フィリップ (ヴェルムランド公)

### イラストレーション
- デービッド・マッコーレイ：イラストレーター
- クリス・ヴァン・オールズバーグ：児童文学作家
- デヴィッド・ウィーズナー

### 音楽
- イェーセイヤー
- ジャスティン・ロー
- マリッサ・ナードラー：ミュージシャン
- ヘザー・ノヴァ：ミュージシャン
- トーキング・ヘッズ：ミュージシャン
  - デヴィッド・バーン
- チャールズ・イン：歌手

## 著名な教員
- ダイアン・アーバス：写真家
- ハリー・キャラハン：写真家、写真学科元学科長
- ジュンパ・ラヒリ：クリエイティブ・ライティング、『その名にちなんで（The Namesake）』の作者
- デビッド・マコーレイ （1969年RISD卒、建築学士）：イラストレーター、著述家
- アーロン・シスキンド：抽象表現主義の写真家。キャラハンとともにRISD写真学科を創設した。
- クリス・ヴァン・オールズバーグ（1975年RISD卒、彫刻修士）：絵本作家、イラストレーター。『ジュマンジ』と『急行「北極号」』によりコールデコット賞を受賞。

## 美術名誉博士
* 卒業式スピーチ
2015
- ジョン・ウォーターズ*
- Chris Frantz、Tina Weymouth、Jerry Harrison
- Adam Gopnik

2014
- Bruce Mau*
- Todd Oldham
- Jean Kennedy Smith

2013
- Maira Kalman*
- Karl Gerstner（ドイツ語版）
- Bill McKibben

2012
- 王澍*
- レベッカ・ソルニット
- スタジオジブリ

2011
- Arnold Berleant
- Bill Moggridge*
- Mierle Laderman Ukeles

2010
- Seymour Chwast
- Paula Granoff
- Ruth J. Simmons*
- アート・スピーゲルマン

2009
- Caterina Fake
- ジョナサン・アイブ
- Roger Mandle
- ケン・ロビンソン*

2008
- Laurie Anderson*
- ヨーヨー・マ
- エド・ルシェ
- Roberta Smith

2007
- ゴア・ヴィダル*
- リチャード・リーコック
- セス・マクファーレン

2005
- Kurt Andersen*
- Deborah Berke
- Zuzana Licko
- Cavan Huang
- Rudy VanderLans
- ユーリ・ノルシュテイン
- エヴァ・ザイゼル

2004
- Nathan Lyons
- デビッド・マコーレイ*
- Esther Elise Metcalf Mauran

2003
- ミハイ・チクセントミハイ
- Dave Hickey*
- ジェニー・ホルツァー
- Jens Risom

2002
- Henry Louis Gates Jr.*
- Szymon Bojko（ポーランド語版）
- Ann Hamilton
- Pauline Trigère

2001
- ガエ・アウレンティ
- Louis Fazzano*
- David Hammons
- Hermann Junger

2000
- Stanislav Libenský and Jaroslava Brychtová
- ポーラ・レゴ
- Sidney Greenwald

1999
- ロザリンド・クラウス
- Eugene Lee
- Rachel Lambert Mellon

1998
- Malcolm Grear
- Hugh Hardy
- Suh Se-ok

1997
- Virginia Lynch
- Peter Geisser
- Chuck Close
- Antonio Ratti（イタリア語版）
- Vartan Gregorian

1996
- ヘレン・フランケンサーラー
- Harvey Littleton
- Houghton P. Metcalf, Jr.
- リナ・ウェルトミューラー

1995
- Carlos Gonzalez‐Lobo
- John Marshall
- シャルロット・ペリアン
- Paula Cooper
- ジョン・スカリー

1994
- June Wayne
- Harve Stein
- Faith Ringgold

1993
- Daphne and Peter Farago
- William Jordy*
- Elizabeth Murray
- エットレ・ソットサス

1992
- Magdalena Abakanowicz
- Geoffrey Beene*
- Sam Maloof
- モーリス・センダック

1991
- Liz Claiborne
- ジム・ヘンソン （没後授与）
- JB Jackson
- George Morrison*
- クレイボーン・ペル

1990
- ルイ・マル
- マイケル・グレイヴス
- Dorothy Hood
- Anni Albers

1988
- John Prip
- マッシモ・ヴィネッリ

1987
- フランク・ゲーリー

1986
- デイル・チフーリ

1983
- Beatrice (Oenslager) Chace